# Clic Bloomfield
Clic Bloomfield (5 dicembre 1973) è un ex sciatore alpino statunitense.

## Biografia
Bloomfield, specialista delle prove veloci originario di Ketchum, debuttò in campo internazionale in occasione dei Mondiali juniores di Maribor 1992; in Coppa del Mondo disputò due gare, le discese libere di Vail del 16 marzo 1994 (27º) e di Garmisch-Partenkirchen del 2 febbraio 1996 (senza completare la prova). Ai Mondiali di Sierra Nevada 1996, sua unica presenza iridata, si classificò 41º nella discesa libera e 34º nella combinata; in Nor-Am Cup conquistò l'ultimo podio il 9 febbraio 1998 a Panorama in discesa libera (3º) e si ritirò al termine di quella stessa stagione 1997-1998: la sua ultima gara fu uno slalom gigante FIS disputato il 9 aprile a Sun Valley. Non prese parte a rassegne olimpiche.

## Palmarès

### Coppa Europa
- 1 podio (dati dalla stagione 1994-1995):
  - 1 secondo posto

### Nor-Am Cup
- 1 podio (dati dalla stagione 1994-1995):
  - 1 terzo posto